# 溫思羅普 (明尼蘇達州)
溫思羅普（英語：Winthrop）是一個位於美國明尼蘇達州錫布利縣的城市。

## 歷史
溫思羅普的郵局自1882年起營運至今。溫思普羅於1910年升格為城市。

## 人口
根據2020年美國人口普查的數據，溫思羅普的面積為3.30平方千米，皆為陸地。當地共有人口1332人，而人口密度為每平方千米404人。